# مسجد الأميرعبد القادر
مسجد الأمير عبد القادر من أكبر المساجد بالجزائر وفي شمال أفريقيا. يقع في قلب مدينة قسنطينة ويتسع لـ15000 مصلي بالإضافة إلى ساحة واسعة يمكن أن تضم آلاف أخرى.